# Pipa pipa
Espèce
Synonymes
- Rana pipa Laurenti, 1768
- Pipa americana Laurenti, 1768
- Rana dorsigera Schneider, 1799
- Pipa tedo Merrem, 1820
- Pipa cururu Spix, 1824
- Pipa laevis Cuvier, 1831
- Pipa surinamensis Duvernoy, 1849
- Pipa pernigra Barbour, 1923

Statut de conservation UICN

 LC  : Préoccupation mineure
Pipa pipa est une espèce de crapaud de la famille des Pipidae.

## Description
Pipa pipa a le corps aplati, de couleur brune ou olivâtre, et couvert de nombreux petits tubercules. Sa tête est grande, triangulaire et dotée de petits yeux à pupille ronde. Les narines sont situées à l'extrémité de deux tubes courts et étroits portés par le museau.
La femelle peut mesurer jusqu'à 20 cm, soit 5 cm de plus que le mâle qui peut mesurer jusqu'à 15 cm. La longévité de cet animal est de 8 ans[réf. nécessaire].

## Comportement

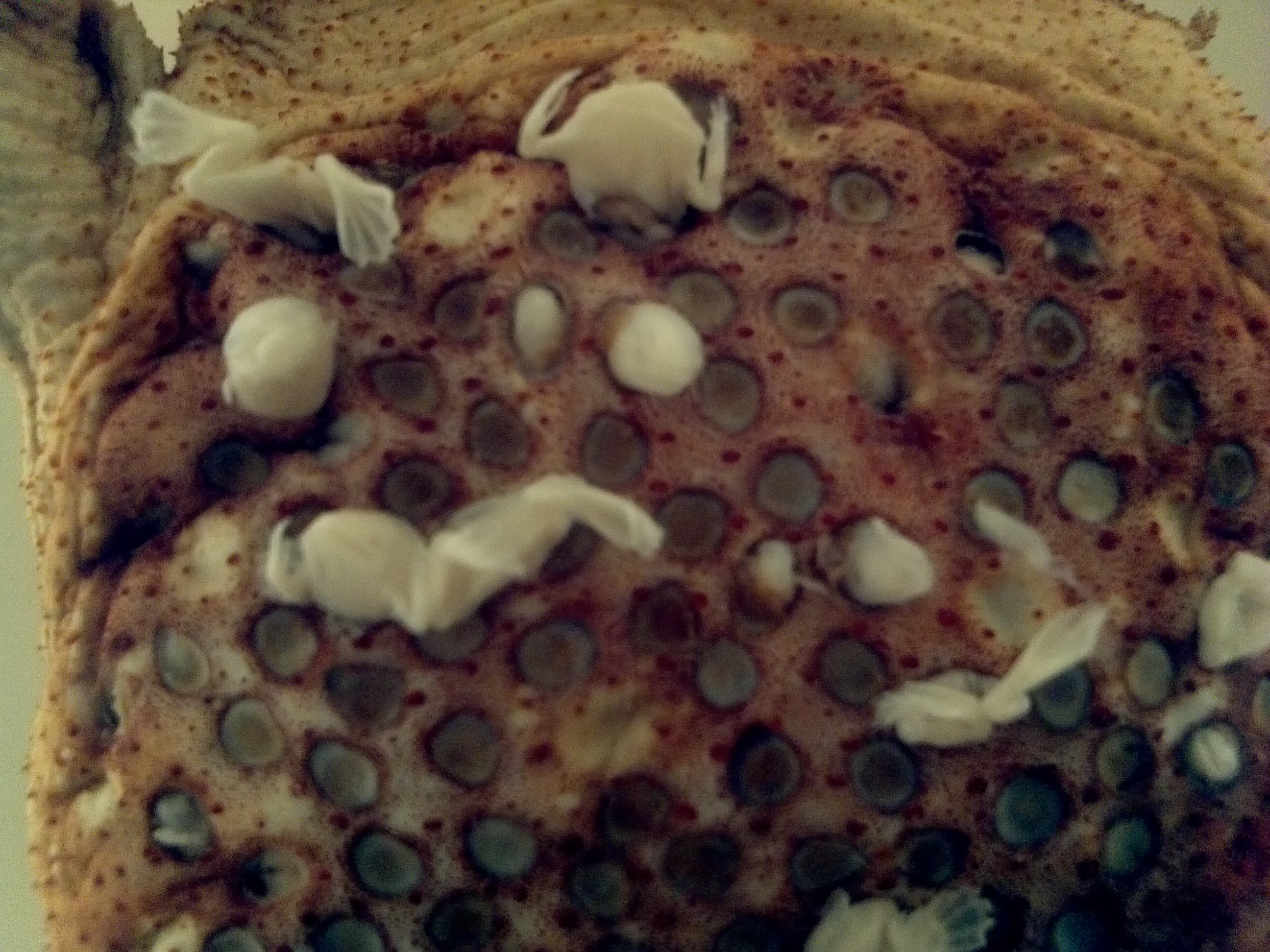
Les cavités utilisées par les têtards.

Pipa pipa est un animal solitaire, sauf au cours de la reproduction, et exclusivement aquatique. Cependant, il vit en communauté s'il est en captivité. Cette espèce se nourrit de petits poissons et surtout de crustacés, qu'elle détecte au toucher grâce à des organes en forme d’étoile situés sur le bout de ses doigts. Elle est ovipare, incubant sur le dos de leur mère des œufs, enclos par un repli de la peau (entre 60 et 100 poches). Les têtards ne sont pas relâchés : les petites Pipa pipa sortent après trois à quatre mois déjà métamorphosées du dos de leur mère, et mesurant environ 2 cm.

## Distribution et habitat

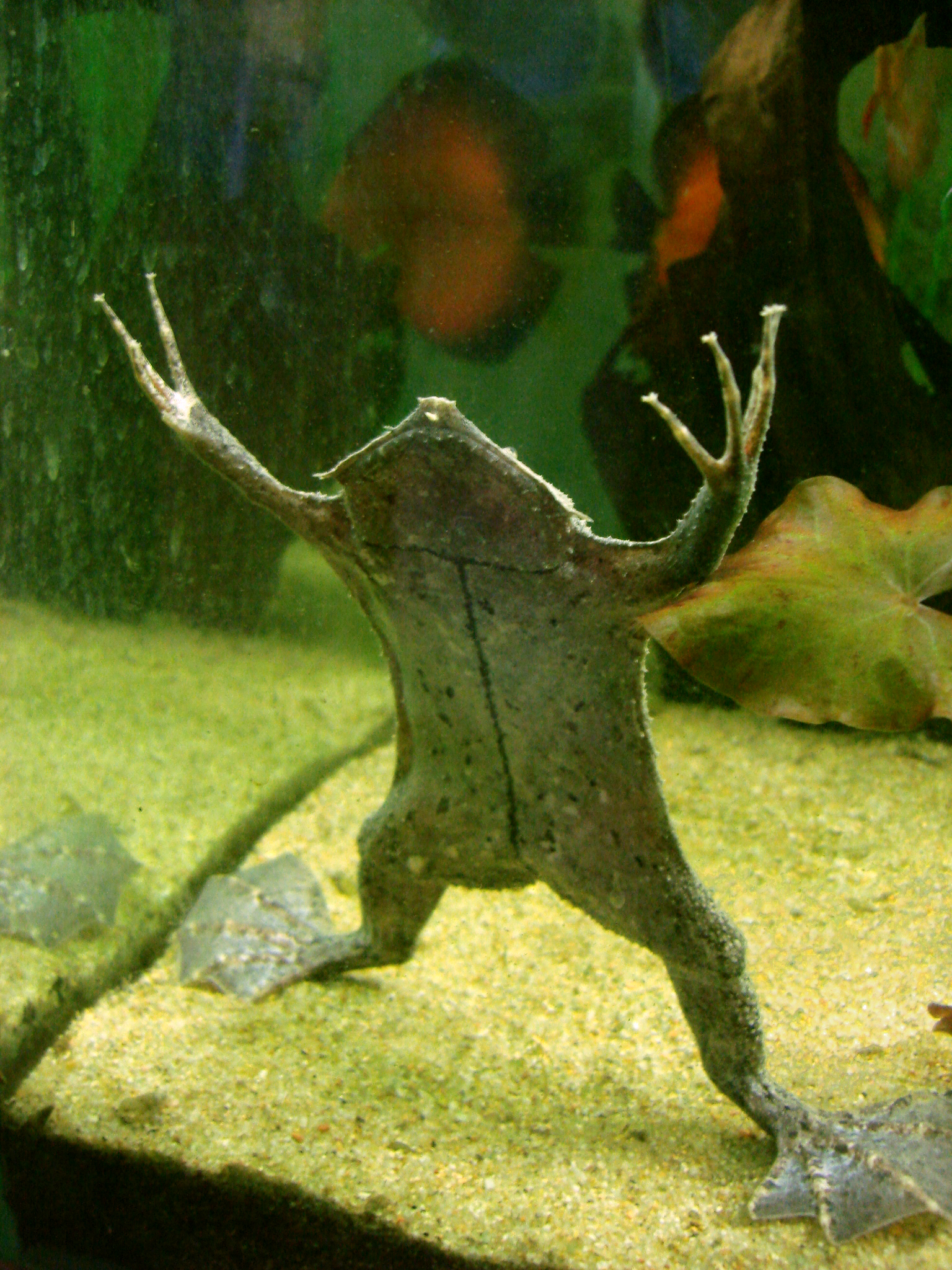
Pipa pipa en captivité

Cette espèce est endémique du Nord de l'Amérique du Sud. Elle se rencontre jusqu'à 400 m d'altitude en Bolivie, au Brésil, en Colombie, en Équateur, en Guyane, au Guyana, au Pérou, au Suriname, sur l'île de Trinité à Trinité-et-Tobago et au Venezuela.
Elle vit sur le fond boueux des rivières et canaux tropicaux.

## Statut de conservation
Bien qu'il soit probable que ses populations subissent localement la perte de leur habitat à cause de la déforestation, de l'expansion agricole et de l'urbanisation, son aire de répartition est vaste, et il n'y a pour le moment aucun signe évident d'un déclin significatif des effectifs. Pour ces raisons, l'UICN a classé l'espèce dans la catégorie "LC" (préoccupation mineure).

## Publication originale
- Linnaeus, 1758 : Systema naturae per regna tria naturae, secundum classes, ordines, genera, species, cum characteribus, differentiis, synonymis, locis, ed. 10 (texte intégral).